# Emma Haruka Iwao
Emma Haruka Iwao (岩尾エマはるか, Iwao Ema Haruka, née le 21 avril 1984) est une informaticienne japonaise. En 2022, elle calcule la valeur la plus précise de pi avec cent mille milliards de décimales, battant ainsi son propre record établi en 2019.

## Biographie
Elle étudie l'informatique à l'université de Tsukuba,. Son mémoire de maîtrise porte sur les systèmes informatiques de haute performance. Après avoir obtenu son diplôme, Iwao occupe plusieurs postes d'ingénieur logiciel, travaillant sur la fiabilité des sites pour Panasonic, GREE et Red Hat.

## Carrière
Iwao est recrutée par Google en tant que développeuse cloud en 2015. Elle travaille à l'origine pour Google à Tokyo, avant de déménager à Seattle en 2019. Iwao propose des formations pour l'utilisation de la Google Cloud Platform (GCP), et soutient les développeurs d'applications,,,. Elle œuvre pour rendre le cloud computing accessible à tout le monde, créant des démonstrations en ligne et des outils de formation.
En mars 2019, Iwao calcule la valeur de pi avec 31,4 billions de chiffres, dépassant le précédent record de 22 billions,,,, et utilisant 170 téraoctets (To) de données,,,,,. Le calcul utilise un programme multithreading appelé y-cruncher qui utilise plus de 25 machines sur une période de 121 jours,,.
Le 9 juin 2022, elle bat à nouveau ce record en calculant cette fois cent mille milliards de décimales.